# Cessna 140
Il Cessna 120 e il Cessna 140 sono velivoli a motore singolo e monoplani. La loro costruzione iniziò nel 1946 immediatamente dopo la fine della Seconda guerra mondiale. Vennero ritirati dalla produzione nel 1950 e sostituiti egregiamente dal Cessna 150. In cinque anni il 120 e il 140 vendettero insieme 7.664 esemplari.

## Sviluppo e modelli

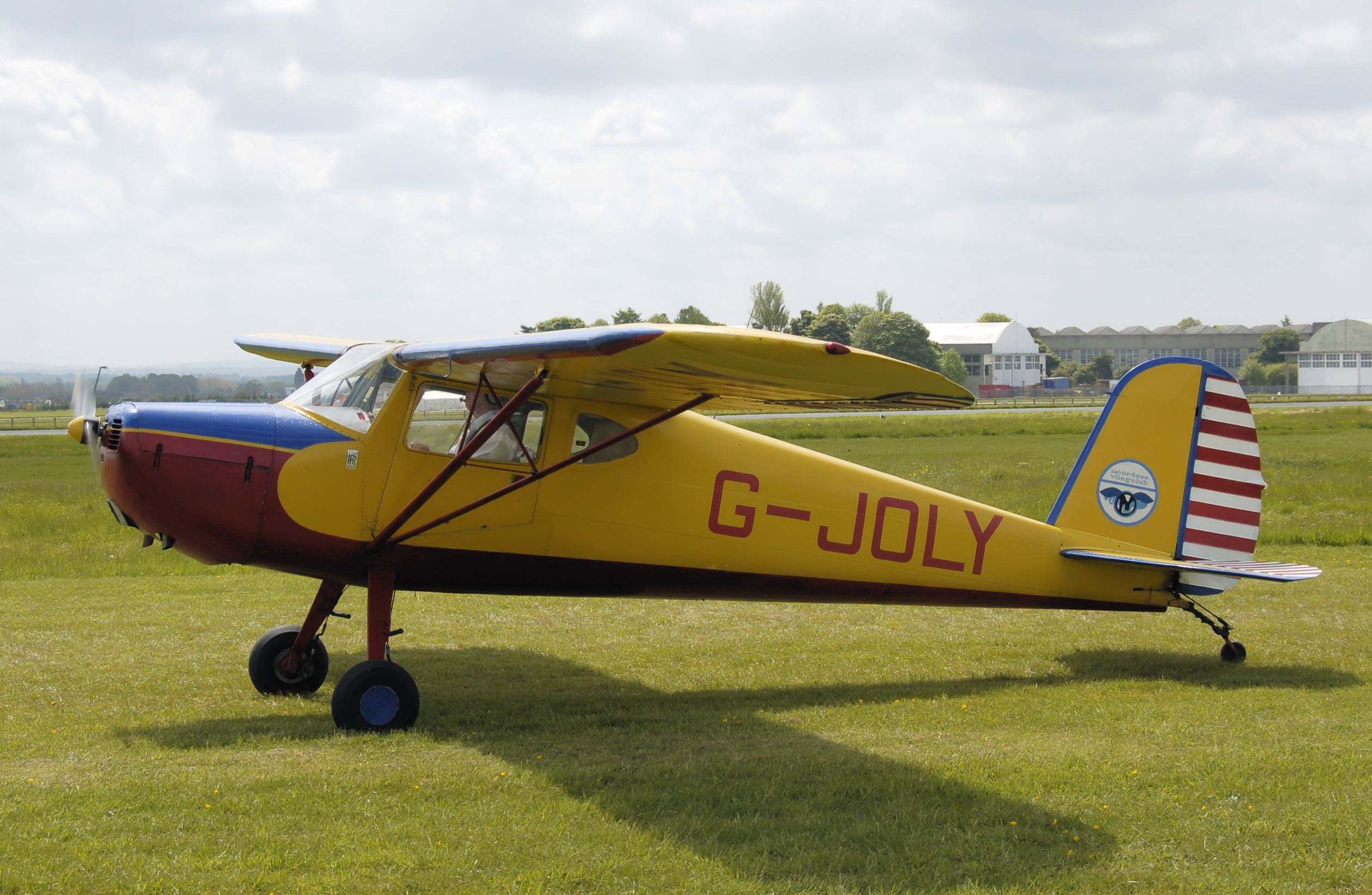
Cessna 120

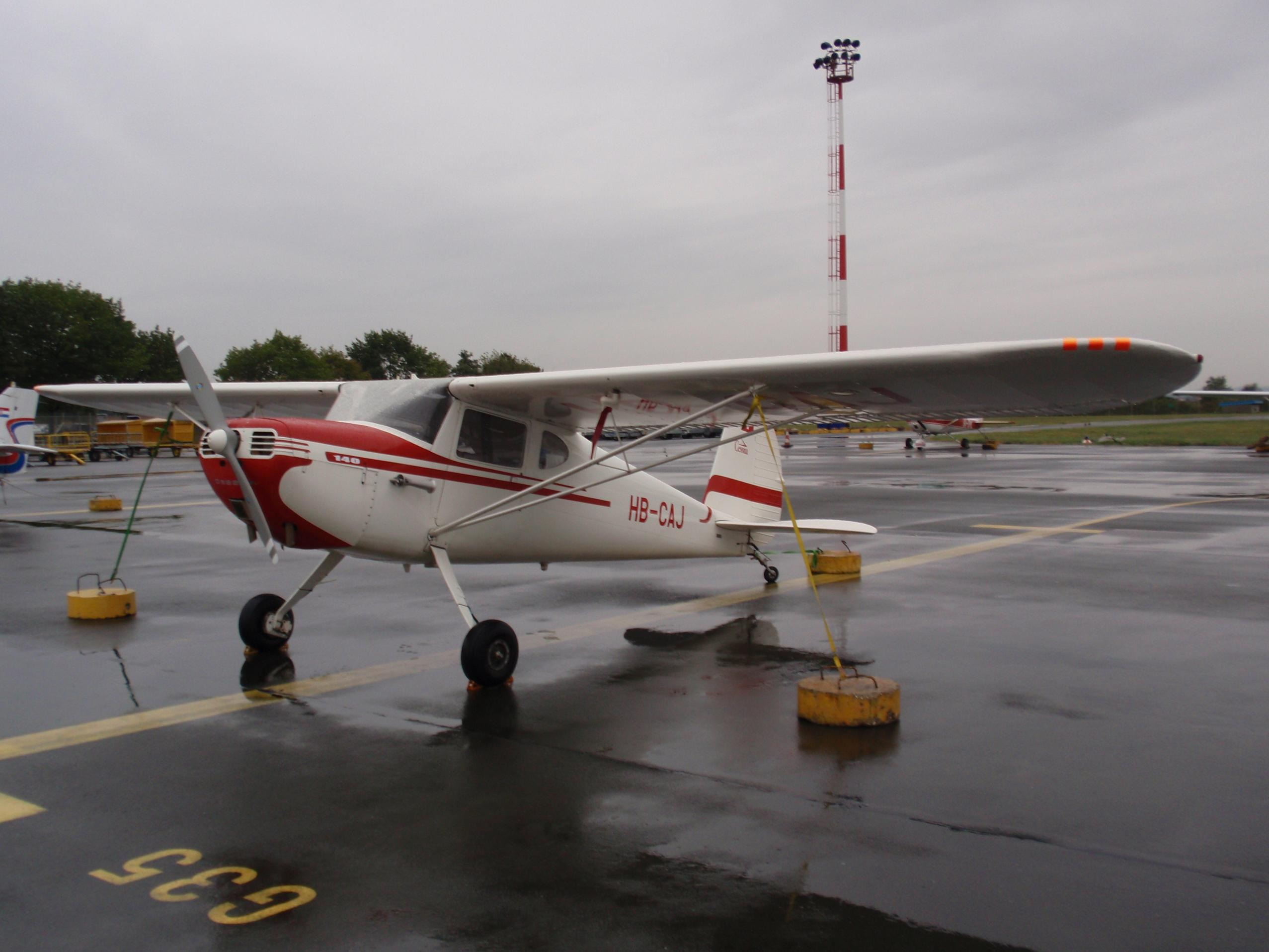
Cessna 140

### Cessna 140
Il Cessna 140 fu originariamente dotato di un motore alternativo Continental O-190 con quattro cilindri da 85 hp (63 kW). Era disponibile anche il Continental O-200 da 90 hp. Sia la fusoliera che le ali erano prodotte in metallo.
Il Cessna 170 è la versione più grande del 140 con una capacità di 4 passeggeri.

### Cessna 140A
Nel 1949 fu introdotta l'ultima versione del modello 140, il Cessna 140A dotato degli stessi motori del 140 classico; il 140A differiva per la copertura delle ali in alluminio.

### Cessna 120
Il Cessna 120 fu la versione economica, priva dei flap, del 140.